# Шоц
Шоц (нім. Schötz) — громада  в Швейцарії в кантоні Люцерн, виборчий округ Віллізау.

## Географія
Громада розташована на відстані близько 50 км на північний схід від Берна, 28 км на північний захід від Люцерна.
Шоц має площу 15,3 км², з яких на 10,8% дозволяється будівництво (житлове та будівництво доріг), 67,7% використовуються в сільськогосподарських цілях, 19,8% зайнято лісами, 1,7% не є продуктивними (річки, льодовики або гори).

## Демографія
2019 року в громаді мешкало 4530 осіб (+20,2% порівняно з 2010 роком), іноземців було 19,4%. Густота населення становила 297 осіб/км².
За віковим діапазоном населення розподілялося таким чином: 23,9% — особи молодші 20 років, 63,6% — особи у віці 20—64 років, 12,6% — особи у віці 65 років та старші. Було 1822 помешкань (у середньому 2,5 особи в помешканні).
Із загальної кількості 1856 працюючих 174 було зайнятих в первинному секторі, 664 — в обробній промисловості, 1018 — в галузі послуг.